# Cyperns Billie Jean King Cup-lag
Cyperns Billie Jean King Cup-lag representerar Cypern i tennisturneringen Billie Jean King Cup, och kontrolleras av Cyperns tennisförbund.

## Historik
Cypern deltog första gången 1995. Första vinsten kom mot Kenya 1999.